# Albino (abate)
Albino (in inglese Albinus; ... – 732) è stato un monaco cristiano inglese.

## Biografia
Aiutò Beda il Venerabile nella compilazione della sua Historia Ecclesiastica, e ciò che sappiamo di lui deriva principalmente dall'epistola dedicatoria all'inizio di quell'opera. Albino fu allievo dell'arcivescovo Teodoro di Canterbury e del suo coadiutore Adriano di Canterbury.
Alla morte di Adriano, Albino gli successe alla guida dell'Abbazia di Sant'Agostino: era il primo inglese di nascita a ricoprire quell'incarico. Beda nella sua epistola dice di essere debitore ad Albino per tutti i fatti contenuti nella sua storia relativi alla chiesa del Kent nel periodo che intercorreva tra la prima conversione degli inglesi e il tempo in cui scriveva. Molte di queste informazioni furono raccolte dal presbitero londinese Nothelm, che, su incarico di Albino, intraprese un viaggio a Roma per consultare gli archivi papali. Nothelm era il mezzo di comunicazione tra Beda e Albino, poiché non sembra che i due si siano mai incontrati.
Albino morì nel 732 e fu sepolto accanto al suo maestro Adriano.